# Йоганн Штаммен
Йоганн Штаммен (нім. Johann Stammen; 5 жовтня 1908, Ваттеншайд — ???) — офіцер поліції, учасник Другої світової війни.

## Життєпис
Під час Другої світової війни служив у шуцполіції, пізніше — в 10-му батальйоні 12-го поліцейського полку СС.
13 травня 1945 року потрапив у полон. Звільнений 22 квітня 1946 року.
15 вересня 1947 року повернувся на службу в поліцію.

## Звання в поліції
- Анвертер (кандидат) (2 жовтня 1930)
- Вахмістр (1 жовтня 1931)
- Обервахмістр (1 жовтня 1934)
- Рефір-обервахмістр (1 вересня 1937)
- Гауптвахмістр (1 жовтня 1942)
- Вахмістр (15 вересня 1947)
- Поліцмейстер (5 серпня 1953)
- Поліцобермейстер (13 серпня 1955)
- Поліцгауптмейстер (7 березня 1966)

## Нагороди

### Міжвоєнний період
- Медаль «За вислугу років у Вермахті» 4-го класу (4 роки) (2 жовтня 1936) — як унтер-офіцер 6-ї роти 58-го піхотного полку.
- Медаль «За вислугу років у поліції» 3-го ступеня (8 років) (26 жовтня 1938) — як рефір-обервахмістр шуцполіції.
- Медаль «У пам'ять 13 березня 1938 року» (31 березня 1939) — як рефір-обервахмістр шуцполіції.

### Друга світова війна
- Почесний знак протиповітряної оборони 2-го ступеня (27 листопада 1941) — як рефір-обервахмістр шуцполіції.
- Хрест Воєнних заслуг 2-го класу з мечами (25 квітня 1942) — як рефір-обервахмістр шуцполіції.
- Залізний хрест 2-го класу (3 квітня 1944) — як гаупвахмістр шуцполіції і службовець 10-го батальйону 12-го поліцейського полку СС.
- Нагрудний знак «За боротьбу з партизанами» в бронзі (10 квітня 1945) — як гауптвахмістр шуцполіції і службовець 10-го батальйону 12-го поліцейського полку СС.